# Goodbye (пісня Slaughterhouse)
«Goodbye» — четвертий сингл з Welcome to: Our House, другого студійного альбому хіп-хоп супергурту Slaughterhouse. 14 серпня 2012 р. з'явився на iTunes. 9 листопада 2012 на VEVO-каналі на YouTube відбулась прем'єра відеокліпу.

## Список пісень
Цифровий сингл
| #  | Назва     | Автор                                                               | Продюсери | Тривалість |
| -- | --------- | ------------------------------------------------------------------- | --------- | ---------- |
| 1. | «Goodbye» | Дж. Бадден, Дж. Ортіз, Д. Вікліфф, М. Семюелс, М. Бернетт, І. Перез | Boi-1da   | 5:02       |

## Чартові позиції
| Чарт (2012)                  | Найвища позиція |
| ---------------------------- | --------------- |
| US R&B/Hip-Hop Digital Songs | 49              |
| US Rap Digital Songs         | 50              |